# Luidia penangensis
Luidia penangensis is een kamster uit de familie Luidiidae.
De wetenschappelijke naam van de soort werd in 1891 gepubliceerd door Perceval de Loriol.